# فرانك روبرتس (سياسي)
فرانك روبرتس (بالإنجليزية: Frank Roberts)‏ هو سياسي أسترالي، ولد في 1913 في ملبورن في أستراليا، وتوفي في 1992 في بريزبان في أستراليا. حزبياً، نشط في حزب العمال الأسترالي. وقد انتخب عضو المجلس التشريعي ولاية كوينزلاند عن دائرة Electoral district of Nundah ‏ (3 مايو 1947 – 19 مايو 1956).